# Zabieżki (stacja kolejowa)
Zabieżki – przystanek kolejowy, a przed modernizacją stacja kolejowa w Zabieżkach, w województwie mazowieckim, w Polsce.

## Ruch pasażerski[1]
| Rok  | Wymiana pasażerska na dobę |
| ---- | -------------------------- |
| 2017 | 300-499                    |
| 2018 | 300-499                    |
| 2019 | 300-499                    |
| 2020 | 200-299                    |
| 2021 | 300-499                    |
| 2022 | 500-699                    |
| 2023 | 500-699                    |

## Linie
| Przewoźnik | Linia | Trasa |
| ---------- | ----- | --- |
| KM         | R7    | Warszawa Zachodnia - Warszawa Śródmieście - Warszawa Wschodnia - Warszawa Wawer - Warszawa Falenica - Otwock - Celestynów - Zabieżki - Pilawa - Dęblin |